# Gubkin
Gubkin (en ruso: Гу́бкин es una ciudad localizada en el Óblast de Bélgorod, Rusia, ubicada a 138 km al noreste de Bélgorod en el río Oskolets, un afluente del río Oskol. Su población según el censo ruso de era de 88 560 habitantes en 2010, de 86 083 en 2002 y de 73 848 en 1979.

## Historia
La ciudad fue fundada en la década de 1930 en el lugar que ocupaba el antiguo pueblo de Korobkovo, y lleva el nombre del geólogo Iván Gubkin. En 1939 recibió el estatus de asentamiento urbano, obtuvo oficialmente la categoría de ciudad el 23 de diciembre de 1955, y se elevó a ciudad de importancia provincial el 7 de marzo de 1960.

## Administración
Dentro de la organización territorial de Rusia, Gubkin sirve como centro administrativo del raión homónimo, aunque no sea parte de él. Como división administrativa, se incorpora por separado como ciudad con importancia de oblast de Gubkin, una unidad administrativa con el mismo estatus que los restantes raiones de Bélgorod. Como división municipal, en 2007 los territorios de la ciudad y de su raión se fusionaron en un único ókrug urbano, compartiendo desde entonces todo el territorio un único ayuntamiento.

## Legislación
- Белгородская областная Дума. Закон №248 от 15 декабря 2008 г. «Об административно-территориальном устройстве Белгородской области», в ред. Закона №213 от 4 июля 2013 г. «О внесении изменения в Закон Белгородской области "Об административно-территориальном устройстве Белгородской области"». Вступил в силу по истечении 10 дней со дня официального опубликования за исключением положений, для которых предусмотрены иные сроки вступления в силу. Опубликован: "Белгородские известия", №219-220, 19 декабря 2008 г. (Duma del Óblast de Bélgorod. Ley #248 del 15 de diciembre de 2008 sobre la Estructura Administrativa-Territorial del Óblast de Bélgorod, modificada por la Ley #213 del 4 de julio de 2013 sobre la Modificación de la Ley del Óblast de Bélgorod "Sobre la Estructura Administrativo-Territorial del Óblast de Bélgorod". Efectivo a partir de los 10 días posteriores al día de la publicación oficial; excepto las partes para las que se especifican otras fechas de vigencia).
- Белгородская областная Дума. Закон №159 от 20 декабря 2004 г. «Об установлении границ муниципальных образований и наделении их статусом городского, сельского поселения, городского округа, муниципального района», в ред. Закона №244 от 4 декабря 2013 г. «О внесении изменения в статью 12 Закона Белгородской области "Об установлении границ муниципальных образований и наделении их статусом городского, сельского поселения, городского округа, муниципального района"». Вступил в силу по истечении 10 дней со дня официального опубликования. Опубликован: "Белгородские известия", №218–220, 24 декабря 2004 г. (Duma del Óblast de Belgorod. Ley n.° 159 del 20 de diciembre de 2004 sobre el establecimiento de los límites de las formaciones municipales y la concesión del estatus de asentamiento urbano y rural, Okrug Urbano, Distrito Municipal, modificada por la Ley n.° 244 del 4 de diciembre de 2013 sobre la modificación del artículo 12 de la Ley del Óblast de Belgorod "Sobre el establecimiento de los límites de las formaciones municipales y sobre la concesión de la condición de asentamiento urbano y rural, distrito urbano, distrito municipal". Efectivo a partir del día 10 días después de la publicación oficial).
- Совет депутатов Губкинского городского округа. №4 31 марта 2008 г. «Устав Губкинского городского округа Белгородской области», в ред. Решения №3 от 21 июля 2010 г «О внесении изменений и дополнений в Устав Губкинского городского округа». Вступил в силу с 18 марта 2008 г. Опубликован: "Эфир Губкина", №12. Приложение "Муниципальный вестник", 10 апреля 2008 г. (Consejo de Diputados del Okrug Urbano de Gubkinsky. #4 31 de marzo de 2008 Estatuto de Okrug Urbano de Gubkinsky del Óblast de Bélgorod, modificado por la Decisión #3 del 21 de julio de 2010 sobre la modificación y complementación del Estatuto de Okrug Urbano de Gubkinsky. Efectivo a partir de 18 de marzo de 2008).